# Рембо: Перша кров
«Рембо: Перша кров» (англ. Rambo: First Blood) — кінофільм виробництва США, знятий за однойменним романом Девіда Моррелла. Перший фільм, в якому з'являється Джон Рембо — ветеран В'єтнамської війни.
Не рекомендується перегляд дітям і підліткам, молодшим за 16 років.

## Сюжет
Заснований на однойменній книзі Девіда Моррелла та побудований на проблемі адаптації ветерана В'єтнамської війни в американському суспільстві.
Ветеран В'єтнамської війни Джон Рембо подорожує по США сподіваючись відшукати своїх товаришів по боях. Дізнавшись про раптову смерть товариша з елітного військового підрозділу «зелених беретів», він приїжджає в тихе провінційне містечко. Там його зустрічає нахабний місцевий шериф Віл Тісл, що має Рембо за волоцюгу: відвозить його за межі міста, наказуючи, щоб той не повертався, інакше його чекатимуть неприємності. Але не проїхавши й ста метрів, шериф помічає, що Рембо йде до «його» міста. Шериф намагається зупинити Джона і зрештою заарештовує його.
Далі Рембо привозять до відділку, де місцеві поліціянти, ставлячи себе вище закону, б'ють та принижують героя війни. Він тікає з поліційної дільниці, викравши при цьому мотоцикла, на якому їде до лісу. Поліціянти з собаками переслідують Рембо, притискаючи його до обриву. Оточеному з усіх боків Джону нічого не залишається, як спробувати спуститися вниз по стрімкій скелі, проте поліціянт Арт Голт на вертольоті помічає його і намагається застрелити з гвинтівки. Щоб врятуватися, Рембо стрибає зі скелі на розлогі гілки секвої, сподіваючись на те, що вони пом'якшать падіння. Вертоліт продовжує переслідування та стрілянину, ігноруючи заборону Тісла, тому Рембо, ховаючись за стовбуром секвої, кидає камінь у скло кабіни. Пілот на мить втрачає управління: Голт з гвинтівкою падає з вертольота та гине. Виявляється, що загиблий поліціянт був давнім другом Тісла. Рембо виходить до поліціянтів і намагається пояснити, що те, що трапилося, було нещасним випадком, але поліціянти відкривають стрілянину й ранять його. Рембо біжить до лісу, а поліціянти переслідують його. У лісі Рембо ранить п'ятьох поліціянтів за допомогою пасток, і, схопивши шерифа, попереджає його, щоб той припинив переслідування, інакше Рембо «дасть їм війну, в яку складно повірити». Проте, повернувшись до відділку, шериф викликає на підмогу військових — частини Національної гвардії
У міжчасі в містечко приїжджає полковник Семюель Траутман (колишній командир Рембо) і дає Тіслу пораду: «Якщо ви вирішили послати за Рембо двісті осіб, то не забудьте ще одне — великий запас мішків для тіл». Полковник намагається вступити з Рембо в переговори, що дозволяє військовим вирахувати його осідок. Солдати виступають у ліс і засікають там Рембо, який ховається в покинутій шахті. У нього стріляють з гранатомета — і декілька годин усі вважають його загиблим. Тим часом Рембо знаходить вихід і, долаючи завали й рятуючись від зграї щурів, вибирається зі заваленої шахти на дорогу.
По дорозі їде військова колона. Скориставшись ситуацією, що склалася, Рембо захоплює військову вантажівку з кулеметом M60 у кузові й проривається в місто, пройнятий бажанням розібратися з шерифом. Він підриває бензоколонку й вимикає світло у всьому місті, попутньо розстрілюючи крамниці й підриваючи боєприпаси. Нарешті, важко поранивши шерифа з кулемета, але потрапивши в оточення поліції, після переговорів з полковником Траутманом, Джон Рембо здається владі.

## У ролях
- Сільвестр Сталлоне — Джон Рембо (гонорар і частка від прокату — $3,5 млн)
- Річард Кренна — полковник Траутман
- Браян Деннегі — шериф Вілл Тісл
- Білл Каккіні — Керн
- Джек Старрет — Галт
- Майкл Телботт — Белфорд
- Кріс Малкі — Вард
- Джон Макклайм — Орвал
- Альф Гампрейс[en] — Лестер
- Девід Карузо — Мітч
- Девід Кроулі — Шинглсон
- Дон Макей — Престон

## Цікаві факти
- «Рембо» — назва двох сортів американських яблук («зимовий рембо» і «літній рембо»), завезених наприкінці 1630-х років іммігрантом із Швеції Пітером Гуннарссоном Рембо[en], 1612—1698). За словами автора оригінальної книги, саме назва сорту яблук, які якраз купила його дружина, дала прізвище головному героєві. Ім'я кіногероя — Джон — у книзі «Перша кров» не згадується.
- Серед інших кандидатів на роль Рембо розглядалися відомі актори: Джон Траволта, Клінт Іствуд, Аль Пачіно, Дастін Гоффман. Усі вони або були задіянні в інших фільмах або не влаштовували авторів фільму своїм баченням образу головного героя.
- Спочатку планований бюджет в 11 мільйонів доларів під час знімання було значно перевищено. Загальна вартість фільму склала майже 15 мільйонів доларів у зв'язку з тим, що знімальний процес тривав на місяць довше.
- Сільвестр Сталлоне просив за виконання ролі 3,5 мільйона доларів, але продюсери фільму умовили його погодитися на 2 мільйони. Ще 1,5 мільйона він отримав від показу фільму на телебаченні.
- Між оригінальною книгою і фільмом є суттєві сюжетні розбіжності. Наприклад, у книзі головний герой гине, хоча в продовженні, написаному після успіху фільму, автор «оживляє» Рембо, який чудесним образом рятується від смерті.
- У режисерській версії присутні альтернативні кінцівки, в яких Рембо здійснює самогубство або, відповідно до сюжету книги, гине від руки полковника Траутмана, проте тестові перегляди із фокус-групами показали, що глядачі знаходять таке закінчення занадто гнітючим.
- Попри репутацію надмірно жорстокого фільму, в «Першій крові» показані лише чотири смерті людини: помічник шерифа Артур Голт випав із вертольота та ще троє поліціянтів гинуть у вибуху в машині під час переслідування Рембо. Натомість автор оригінальної книги «убиває» мінімум десять людей.
- Коли Джон Рембо стрибає на військову вантажівку, то можна побачити, як він приземлився на дах вантажівки на дублерську подушку.
- Коли шериф містечка вивіз Рембо за місто, то коли він почав їхати, у відбитті скла автомобіля можна побачити мікрофон.